# Hélio Arantes de Faria
Hélio Arantes de Faria (Ubaporanga, 25 de maio de 1948) é um empresário e político brasileiro. Foi vereador (de 1977 a 1982) e prefeito (de 1989 a 1992) do município de Coronel Fabriciano.

## Origem
Hélio Arantes de Faria nasceu no município brasileiro de Ubaporanga, no interior do estado de Minas Gerais, em 25 de maio de 1948. Formado em mecânica, casou-se com Cleuza Arthuso, com quem tem dois filhos: Rodrigo e Flávia.

## Vida pública e política

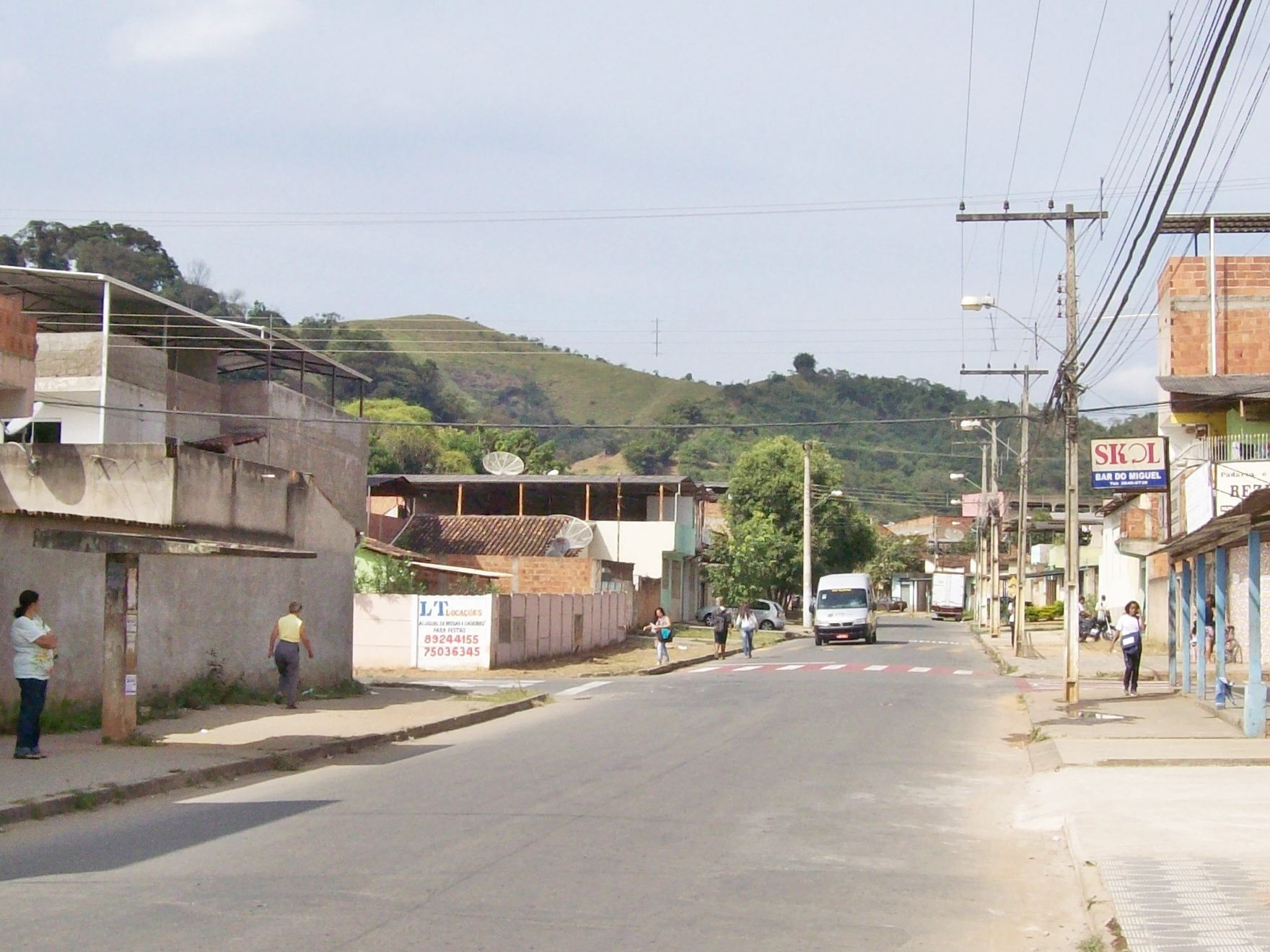
Bairro Sílvio Pereira II, criado em sua gestão. Foto de 2015.

Hélio foi eleito vereador em Coronel Fabriciano para a legislatura de 1977 a 1982, filiado ao Movimento Democrático Brasileiro (MDB). Nas eleições de 1988 elegeu-se prefeito de Coronel Fabriciano para a gestão 1989–1992, agora filiado ao Partido da Social Democracia Brasileira (PSDB) e com Chico Simões na condição de vice-prefeito. Sucedeu ao mandato de Paulo Almir Antunes, pelo qual foi também foi sucedido. Conseguiu 23,66% dos votos, contra os 22,60% do segundo colocado Amilar Pinto de Lima (PMDB), em eleição que contou com oito candidatos a prefeito.
Durante seu mandato houve a criação dos bairros Sílvio Pereira I e Sílvio Pereira II, que correspondem a uma das regiões mais populosas de Coronel Fabriciano, sendo projetados como o maior conjunto de habitação popular a ser entregue pela gestão do presidente Fernando Collor de Mello. Ao todo foram construídas mais de 1 700 casas no núcleo residencial, além de outras 122 em bairros como Santa Luzia e Santa Inês. Hélio Arantes também viabilizou o projeto técnico do Distrito Industrial de Fabriciano, onde fundou uma empresa de fabricação de móveis em 1996.
Outro feito foi a oficialização do dia do aniversário da cidade em 20 de janeiro, em homenagem ao dia de São Sebastião, o padroeiro municipal. Em 1994, candidatou-se, sem sucesso, a deputado estadual pelo Partido Progressista (PP). Foi candidato novamente ao cargo do Poder Executivo de Fabriciano em 2008, pelo PSDB, mas não se elegeu. Candidatou-se a vereador em 2016, filiado ao Partido do Movimento Democrático Brasileiro (PMDB) — mais tarde renomeado para Movimento Democrático Brasileiro (MDB) —, porém não foi eleito, com 372 votos.